# Ikuko
Ikuko (jap. 郁子) – żeńskie imię japońskie. Znak iku (郁) oznacza „aromat” lub „postęp kulturowy”, znak ko (子) dosłownie oznacza „dziecko” i tradycyjnie występuje w imionach żeńskich.

## Możliwa pisownia
Ikuko można zapisać używając wielu różnych znaków kanji i może znaczyć m.in.:
- 郁子, „aromat/postęp kulturowy, dziecko”
- 育子

## Znane osoby
Osoby noszące to imię:
- Ikuko Endō (郁子), japońska pianistka i pedagog
- Ikuko Mōri (郁子), japońska aktorka
- Ikuko Nishikori (育子), japońska lekkoatletka
- Ikuko Yoda (郁子), japońska lekkoatletka